# Les carottes sont cuites (film, 1947)
Pour les articles homonymes, voir Les carottes sont cuites.
 (février 2017).
Si vous disposez d'ouvrages ou d'articles de référence ou si vous connaissez des sites web de qualité traitant du thème abordé ici, merci de compléter l'article en donnant les références utiles à sa vérifiabilité et en les liant à la section « Notes et références ».
Pour plus de détails, voir Fiche technique et Distribution.
Les carottes sont cuites (The Goofy Gophers) est un cartoon Looney Tunes réalisé par Bob Clampett et Arthur Davis en 1947.